# Teresa Saponangelo

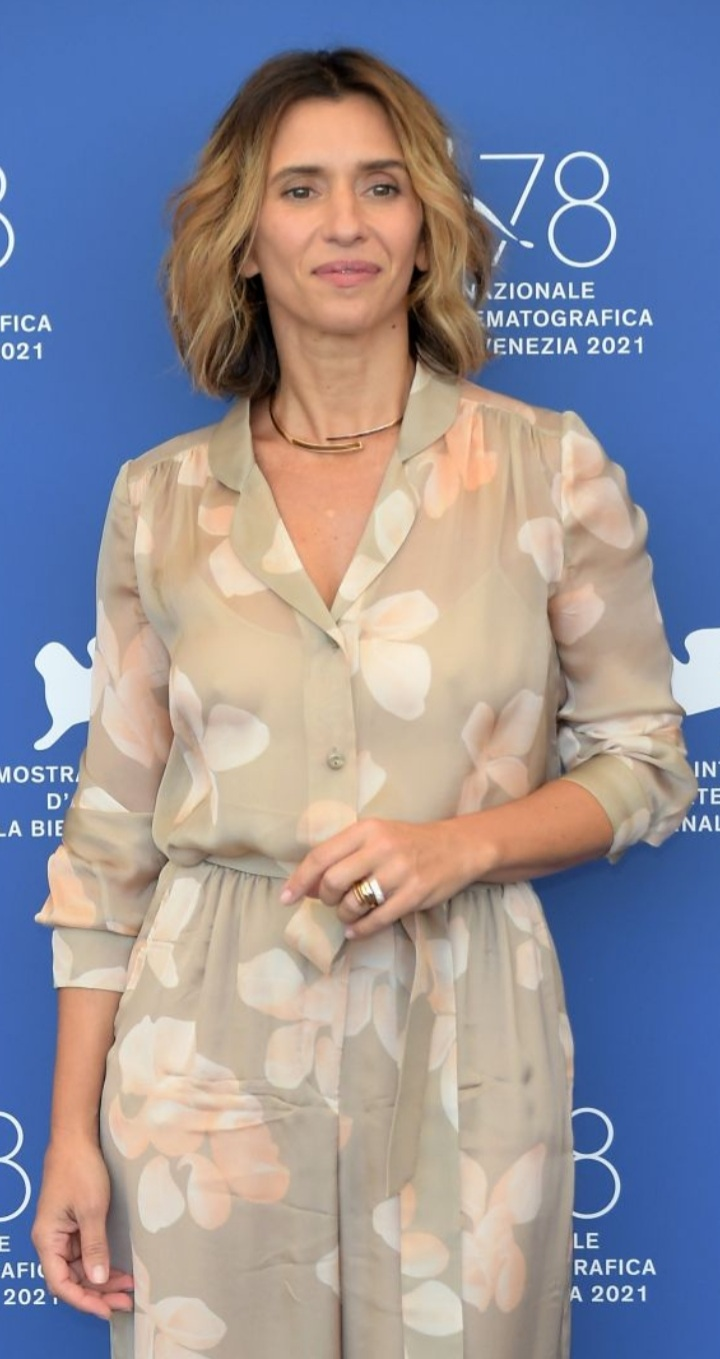
Teresa Saponangelo (2021)

Maria Teresa Saponangelo (* 22. Oktober 1973 in Tarent) ist eine italienische Schauspielerin. 
Nach dem Tode ihres Vaters 1976 zog die Mutter mit Maria Teresa und ihrem Bruder in ihre Heimatstadt Neapel, wo Marisa Teresa aufwuchs und am dortigen Teatro Politeama ihre schauspielerische Laufbahn begann.
Ihre erste Filmrolle erhielt sie 1995 und seither hat sie in mehr als 30 Filmen und mehreren Fernsehserien mitgewirkt.

## Filmografie (Auswahl)
- 1995: Il verificatore
- 1996: Die Reisegefährtin (Compagna di viaggio)
- 1996: Pianese Nunzio – 14 im Mai (Pianese Nunzio, 14 anni a maggio)
- 1997: Der Aal (Unagi)
- 1998: Die süße Kunst des Müßiggangs (Dolce far niente)
- 1999: Am Anfang war die Unterhose  (In principio erano le mutande)
- 2004: Luisa Sanfelice
- 2005: Oktoberfest
- 2008: Das ganze Leben liegt vor dir (Tutta la vita davanti)
- 2010: Was will ich mehr (Cosa voglio di più)
- 2010: La pecora nera
- 2011: Il paese delle spose infelici
- 2011–2013: Rossella (Fernsehserie, 12 Folgen)
- 2015: La dama velata (Fernsehserie, 12 Folgen)
- 2016: Der Stoff der Träume (La stoffa dei sogni)
- 2017: Gramigna
- 2021: Die Hand Gottes (È stata la mano di Dio)
- 2023: Nata per te
- 2023: I limoni d'inverno
- 2024: Pájaros
- 2025: Sara – Die Frau im Schatten